# Ацетатне волокно

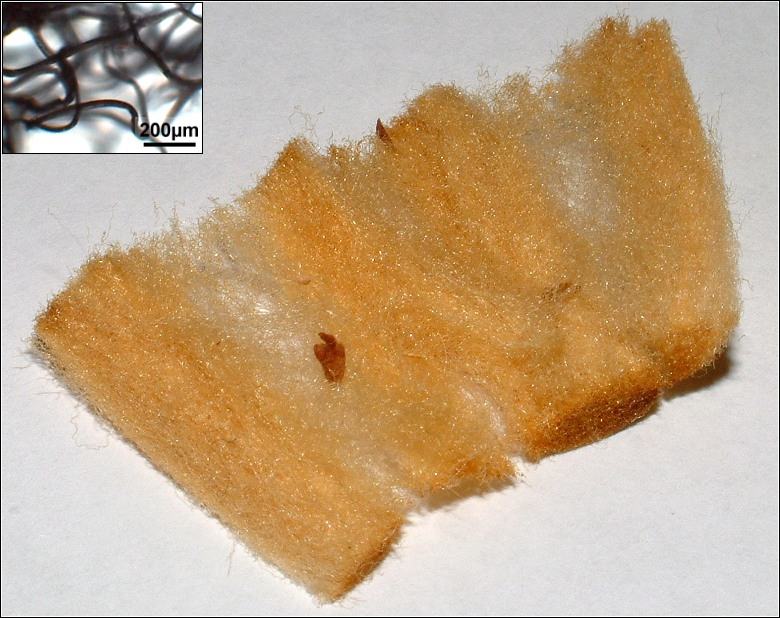
Ацетатне волокно для сигаретного фільтру.

Ацетатне волокно — оцтовий ефір целюлози.

## Отримання
Вихідною сировиною для його добування є ацетати целюлози, які утворюються при ацетилюванні целюлози оцтовим ангідридом
{\displaystyle \mathrm {(C_{6}H_{7}O_{2}(OH)_{3})_{n}+3n(CH_{3}CO)_{2}O\rightarrow (C_{6}H_{7}O_{2}(OCOCH_{3})_{3})_{n}+3nCH_{3}COOH} }
Продуктом ацетилювання є триацетат целюлози, який погано сполучається з пластифікаторами, погано розчиняється в більшості органічних розчинників і його використовують для виробництва кіноплівки. Це — первинний ацетат. Для підвищення його розчинності частковим омиленням переводять первинний ацетат в діацетат целюлози (вторинний ацетат):
{\displaystyle \mathrm {(C_{6}H_{7}O_{2}(OCOCH_{3})_{3})_{n}+nH_{2}O\rightarrow (C_{6}H_{7}O_{2}(OCOCH_{3})_{2}OH)_{n}+nCH_{3}COOH} }
Для цього після закінчення ацетилювання до розчину додають воду або розведену оцтову кислоту. Осаджують з розчину вторинний ацетат, теж додаючи воду або розведену оцтову кислоту (10 %). Відходом цієї операції є 35 % оцтова кислота, яку регенерують. Осаджений ацетат відмивають, віджимають на центрифузі і сушать (іноді подрібнюють).
Для виготовлення прядильних розчинів вторинний ацетат розчиняють у суміші ацетону і спирту (85:15) або ацетону і води (95:5). Триацетат целюлози розчиняють у метиленхлориді або суміші метиленхлориду із спиртом (95:5). Формування волокна здійснюється мокрим або сухим способом. Істотною перевагою виробництва ацетатного волокна порівняно з віскозним є його нешкідливість, відсутність мокрих обробок, а отже, і забруднень стічних вод на всіх стадіях виробництва.

## Застосування
Ацетатне волокно широко використовується для виготовлення фільтрувальної тканини, в тому числі і для гіперфільтрації — процесу, протилежного осмосу, при тиску 60÷100·105 Па, через плівки або волокна. Цей процес застосовується при знесолюванні морської води, концентруванні рідкісних та благородних металів, очищенні стічних вод тощо. Ацетатне волокно використовується також для виготовлення сигаретних фільтрів.